# Keyshia Cole

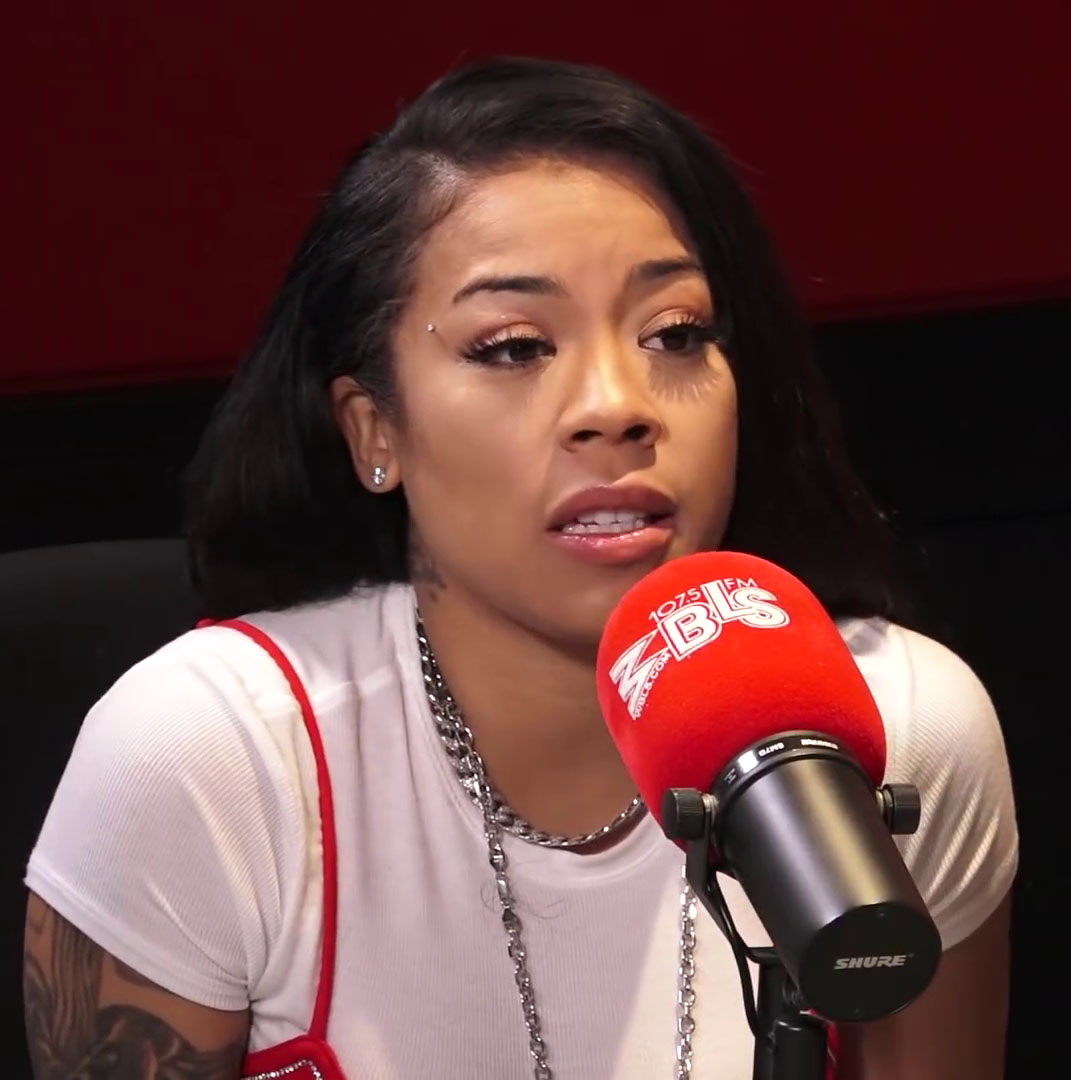
Keyshia Cole, 2017

Keyshia Cole (* 15. Oktober 1981 in Oakland, Kalifornien) ist eine US-amerikanische R&B- und  Soul-Sängerin.

## Karriere
Aufmerksamkeit erlangte Cole – die bis dahin lediglich als Songschreiberin gearbeitet hatte – erstmals im Frühjahr 2000, als sie als Gastinterpretin den jüngsten Alben von D’Wayne Wiggins und Messy Marv ihre Stimme lieh. Ende 2003 wurde sie von A&M-Records als Solokünstlerin unter Vertrag genommen. Erste öffentliche Konzerte, Promo-Auftritte und auch Cameos in diversen Musikvideos folgten, ehe im Sommer 2005 mit The Way It Is ihr Debütalbum erschien, auf dem sich eine Vielzahl hochrangiger Produktionen von Alicia Keys, Kanye West und auch John Legend wieder fanden. Die Platte verkaufte allein in den USA mehr als eine Million Einheiten und brachte insgesamt vier mehr oder weniger erfolgreiche Single-Auskopplungen hervor. Anschließend war die Sängerin in einer sechsteiligen Reality-Doku mit dem Titel Keyshia Cole: The Way It Is zu sehen, welche Cole auf Tour begleitete.
2006 spielte sie zusammen mit dem jamaikanischen Dancehall-Sänger Sean Paul den Titel (When You Gonna) Give It Up to Me aus dem Album The Trinity neu ein. Der Remix wurde im Juli desselben Jahres als Single und Titelsong zum Musikfilm Step Up veröffentlicht und erreichte die Top 5 in den US-amerikanischen Billboardcharts. Anschließend war Cole unter anderem auf den Single-Neuerscheinungen von Young Jeezy und P. Diddy zu hören.
Im Herbst 2007 erschien ihr zweites Album Just Like You, auf dem die Sängerin mit Kanye West, Missy Elliott, John Legend und R. Kelly zusammenarbeitete. Das Video zur ersten Single Let It Go, an der Elliott und Lil’ Kim mitwirkten, wurde in Los Angeles gedreht.
Von November bis Dezember 2023 nahm Cole als Candelabra an der zehnten Staffel der US-amerikanischen Version von The Masked Singer teil, in der sie den fünften Platz erreichte.

## Diskografie

### Studioalben
| Jahr | Titel              | Höchstplatzierung, Gesamtwochen, AuszeichnungChartplatzierungen (Jahr, Titel, Platzierungen, Wochen, Auszeichnungen, Anmerkungen) | Höchstplatzierung, Gesamtwochen, AuszeichnungChartplatzierungen (Jahr, Titel, Platzierungen, Wochen, Auszeichnungen, Anmerkungen) | Anmerkungen                              |
| Jahr | Titel              | UK | US | Anmerkungen                              |
| ---- | ------------------ | --- | --- | ---------------------------------------- |
| 2005 | The Way It Is      | — | US6 Platin · (64 Wo.)US | Erstveröffentlichung: 21. Juni 2005      |
| 2007 | Just Like You      | UK— SilberUK | US2 Platin · (57 Wo.)US | Erstveröffentlichung: 25. September 2007 |
| 2008 | A Different Me     | — | US2 Platin · (40 Wo.)US | Erstveröffentlichung: 16. Dezember 2008  |
| 2010 | Calling All Hearts | — | US9 (18 Wo.)US | Erstveröffentlichung: 21. Dezember 2010  |
| 2012 | Woman to Woman     | — | US10 (20 Wo.)US | Erstveröffentlichung: 19. November 2012  |
| 2014 | Point of No Return | — | US9 (5 Wo.)US | Erstveröffentlichung: 7. Oktober 2014    |
| 2017 | 11:11 Reset        | — | US37 (2 Wo.)US | Erstveröffentlichung: 20. Oktober 2017   |

### Mixtapes
- 2005: Team Invasion Presents Keyshia Cole

### Singles als Leadmusikerin
| Jahr | Titel Album                                   | Höchstplatzierung, Gesamtwochen, AuszeichnungChartplatzierungen (Jahr, Titel, Album, Platzierungen, Wochen, Auszeichnungen, Anmerkungen) | Höchstplatzierung, Gesamtwochen, AuszeichnungChartplatzierungen (Jahr, Titel, Album, Platzierungen, Wochen, Auszeichnungen, Anmerkungen) | Höchstplatzierung, Gesamtwochen, AuszeichnungChartplatzierungen (Jahr, Titel, Album, Platzierungen, Wochen, Auszeichnungen, Anmerkungen) | Anmerkungen                                                        | [↑]: gemeinsam behandelt mit vorhergehendem Eintrag; [←]: in beiden Charts platziert |
| Jahr | Titel Album                                   | DE | UK | US | Anmerkungen                                                        |                                                                                      |
| ---- | --------------------------------------------- | --- | --- | --- | ------------------------------------------------------------------ | ------------------------------------------------------------------------------------ |
| 2004 | I Changed My Mind The Way It Is               | — | UK48 (2 Wo.)UK | US71 (11 Wo.)US | Erstveröffentlichung: 9. November 2004                             |                                                                                      |
| 2005 | I Should Have Cheated The Way It Is           | —[UK: ↑] | UK48 (2 Wo.)UK | US30 (19 Wo.)US | Erstveröffentlichung: 3. August 2005                               |                                                                                      |
| 2006 | Love The Way It Is                            | DE99 (1 Wo.)DE | UK— GoldUK | US19 Platin · (19 Wo.)US | Erstveröffentlichung: 6. Januar 2006                               |                                                                                      |
| 2007 | Let It Go Just Like You                       | DE72 (4 Wo.)DE | UK— SilberUK | US7 Platin (Mastertone) · (23 Wo.)US | Erstveröffentlichung: 19. Juni 2007 feat. Missy Elliott & Lil’ Kim |                                                                                      |
| 2007 | Shoulda Let You Go Just Like You              | — | — | US41 (20 Wo.)US | Erstveröffentlichung: 19. Oktober 2007 feat. Amina Harris          |                                                                                      |
| 2007 | I Remember Just Like You                      | — | — | US24 (20 Wo.)US | Erstveröffentlichung: 5. Dezember 2007                             |                                                                                      |
| 2008 | Heaven Sent Just Like You                     | — | — | US28 (20 Wo.)US | Erstveröffentlichung: 27. März 2008                                |                                                                                      |
| 2008 | Playa Cardz Right A Different Me / Pac's Life | — | — | US63 (13 Wo.)US | Erstveröffentlichung: Oktober 2008 mit 2Pac                        |                                                                                      |
| 2009 | You Complete Me A Different Me                | — | — | US62 (10 Wo.)US | Erstveröffentlichung: 20. Januar 2009                              |                                                                                      |
| 2009 | Trust A Different Me                          | — | — | US70 (15 Wo.)US | Erstveröffentlichung: 1. April 2009 feat. Monica                   |                                                                                      |
| 2012 | Enough of No Love Woman to Woman              | — | — | US84 (9 Wo.)US | Erstveröffentlichung: 3. Juli 2012 feat. Lil Wayne                 |                                                                                      |

Weitere Singles
- 2004: Never (feat. Eve)
- 2005: (I Just Want It) To Be Over
- 2010: I Ain’t Thru (feat. Nicki Minaj)
- 2011: Take Me Away
- 2013: I Choose You
- 2014: Next Time (Won’t Give My Heart Away)
- 2014: Rick James (feat. Juicy J)
- 2014: She
- 2017: You (feat. Remy Ma & French Montana)
- 2017: Incapable

### Singles als Gastmusikerin
| Jahr | Titel Album                                                   | Höchstplatzierung, Gesamtwochen, AuszeichnungChartplatzierungen (Jahr, Titel, Album, Platzierungen, Wochen, Auszeichnungen, Anmerkungen) | Höchstplatzierung, Gesamtwochen, AuszeichnungChartplatzierungen (Jahr, Titel, Album, Platzierungen, Wochen, Auszeichnungen, Anmerkungen) | Höchstplatzierung, Gesamtwochen, AuszeichnungChartplatzierungen (Jahr, Titel, Album, Platzierungen, Wochen, Auszeichnungen, Anmerkungen) | Höchstplatzierung, Gesamtwochen, AuszeichnungChartplatzierungen (Jahr, Titel, Album, Platzierungen, Wochen, Auszeichnungen, Anmerkungen) | Höchstplatzierung, Gesamtwochen, AuszeichnungChartplatzierungen (Jahr, Titel, Album, Platzierungen, Wochen, Auszeichnungen, Anmerkungen) | Anmerkungen                                                                         |
| Jahr | Titel Album                                                   | DE | AT | CH | UK | US | Anmerkungen                                                                         |
| ---- | ------------------------------------------------------------- | --- | --- | --- | --- | --- | ----------------------------------------------------------------------------------- |
| 2006 | (When You Gonna) Give It Up to Me Just Like You / The Trinity | DE26 (9 Wo.)DE | AT30 (7 Wo.)AT | CH5 (21 Wo.)CH | UK31 Silber · (8 Wo.)UK | US3 Gold · (29 Wo.)US | Erstveröffentlichung: 4. Juli 2006 Sean Paul feat. Keyshia Cole                     |
| 2007 | Last Night Just Like You / Press Play                         | DE25 (19 Wo.)DE | AT54 (8 Wo.)AT | CH33 (23 Wo.)CH | UK14 Silber · (18 Wo.)UK | US10 (22 Wo.)US | Erstveröffentlichung: 27. Februar 2007 P. Diddy feat. Keyshia Cole                  |
| 2008 | Boyfriend/Girlfriend (Remix) –                                | — | — | — | — | US72 (7 Wo.)US | Erstveröffentlichung: 25. März 2008 C-Side feat. Keyshia Cole                       |
| 2008 | Game’s Pain LAX                                               | — | — | — | — | US75 (7 Wo.)US | Erstveröffentlichung: 29. April 2008 The Game feat. Keyshia Cole                    |
| 2008 | Just Stand Up! –                                              | — | AT73 (1 Wo.)AT | — | UK26 (3 Wo.)UK | US11 (4 Wo.)US | Erstveröffentlichung: 21. August 2008 Artists Stand Up to Cancer feat. Keyshia Cole |

Weitere Gastbeiträge
- 2006: Impossible (Kanye West feat. Keyshia Cole, Twista & BJ)
- 2007: Dreamin’ (Young Jeezy feat. Keyshia Cole)
- 2008: I Got a Thang for You (Trina feat. Keyshia Cole)
- 2008: I’ve Changed (Jaheim feat. Keyshia Cole)
- 2011: Legendary (DJ Khaled feat. Chris Brown, Keyshia Cole & Ne-Yo)
- 2019: All Me (Kehlani feat. Keyshia Cole) (US: Gold)

## Auszeichnungen für Musikverkäufe
| Goldene Schallplatte - Brasilien - 2024: für die Single Last Night - Neuseeland - 2024: für das Album The Way It Is |

Anmerkung: Auszeichnungen in Ländern aus den Charttabellen bzw. Chartboxen sind in ebendiesen zu finden.
| Land/RegionAuszeichnungen für Musikverkäufe (Land/Region, Auszeichnungen, Verkäufe, Quellen) | Silber     | Gold     | Platin     | Verkäufe  | Quellen             |
| -------------------------------------------------------------------------------------------- | ---------- | -------- | ---------- | --------- | ------------------- |
| Brasilien (PMB)                                                                              | —          | Gold1    | —          | 30.000    | pro-musicabr.org.br |
| Neuseeland (RMNZ)                                                                            | —          | Gold1    | —          | 7.500     | radioscope.co.nz    |
| Vereinigte Staaten (RIAA)                                                                    | —          | 2× Gold2 | 5× Platin5 | 6.000.000 | riaa.com            |
| Vereinigtes Königreich (BPI)                                                                 | 4× Silber4 | Gold1    | —          | 1.060.000 | bpi.co.uk           |
| Insgesamt                                                                                    | 4× Silber4 | 5× Gold5 | 5× Platin5 |           |                     |